# نظرية العدالة
تركز نظرية العدالة على تحديد ما إذا كان توزيع الموارد عادلًا أم لا. يتم قياس العدالة عن طريق مقارنة نسبة المساهمات (أو التكاليف) والفوائد (أو المكافآت) لكل فرد. تُعتبر نظرية المساواة واحدة من نظريات العدالة، وتم تطويرها لأول مرة في الستينيات من قبل ستيسي آدمز، وهو عالِم نفس وسلوك تنظيمي في مجال العمل. آدمز أكد أن الموظفين يسعون إلى الحفاظ على المساواة بين المساهمات التي يقدمونها في العمل والنتائج التي يحصلون عليها، مقارنةً بالمساهمات والنتائج المتصورة للآخرين. وفقًا لنظرية المساواة، ومن أجل تعظيم مكافآت الأفراد، نميل إلى إنشاء أنظمة يمكن فيها توزيع الموارد بشكل عادل بين أعضاء المجموعة. ستؤدي عدم المساواة في العلاقات إلى جعل الأفراد غير سعداء إلى درجة تتناسب مع حجم التفاوت. الاعتقاد هو أن الناس يقدرون المعاملة العادلة، مما يجعلهم محفزين للحفاظ على العدالة في علاقاتهم مع زملائهم في العمل والمنظمة. تعتمد هيكل المساواة في مكان العمل على نسبة المساهمات إلى النتائج، حيث تُعتبر المساهمات هي التسهيلات التي يقدمها الموظف للمنظمة.

## خلفية
نظرية المساواة تنبع من نظرية التبادل الاجتماعي. تقترح أن الأفراد الذين يدركون أنفسهم إما كمن تم مكافأتهم بشكل أقل مما يستحقون أو بشكل أكثر مما يستحقون سيشعرون بالضيق، وأن هذا الضيق يؤدي إلى بذل جهود لاستعادة المساواة داخل العلاقة. يتم قياس المساواة عن طريق مقارنة نسب المساهمات والفوائد لكل فرد داخل العلاقة. لا يجب على الشركاء أن يتلقوا فوائد متساوية بالضرورة (مثل تلقي نفس كمية الحب والرعاية والأمان المالي) أو يقدموا مساهمات متساوية (مثل استثمار نفس كمية الجهد والوقت والموارد المالية)، طالما أن النسبة بين هذه الفوائد والمساهمات مماثلة. على غرار نظريات الدافع الرائجة الأخرى، مثل تسلسل احتياجات ماسلو، تقر نظرية المساواة بأن عوامل الفرد الدقيقة والمتغيرة تؤثر في تقييم كل شخص وإدراكه لعلاقته مع شركاءه العاطفيين. وفقًا لآدمز في عام 1965، يتسبب الغضب في حالة عدم المساواة في الأجر، بينما يتسبب الشعور بالذنب في حالة المساواة الزائدة في الأجر. يعد الدفع، سواء كان على أساس الأجر الساعي أو الراتب، هو الاهتمام الرئيسي وبالتالي يشكل سبب المساواة أو عدم المساواة في معظم الحالات.
في أي وظيفة، يرغب الموظف في الشعور بأن مساهماته وأداؤه في العمل يتم مكافأتهم عنها بأجرهم. إذا شعر الموظف بأنه يتلقى أجرًا أقل مما يستحق، فإن ذلك سيؤدي إلى شعور الموظف بالعداء تجاه المنظمة وربما زملائه في العمل، مما قد يؤدي إلى تراجع أداء الموظف في العمل. المتغيرات الدقيقة تلعب أيضًا دورًا هامًا في الشعور بالمساواة. فقط فكرة التعرف على أداء العمل ومجرد فعل شكر الموظف ستسبب شعورًا بالرضا وبالتالي تساعد الموظف على الشعور بالقيمة وتحقيق نتائج أفضل. يمكن أن يشعر الموظفون أيضًا بعدم المساواة الإيجابية التي قد تجعل العامل يشعر بالذنب ويحاول تعويض تلك الأحاسيس بالعمل.

### تعريف الإنصاف
يقارن الأفراد مدخلاتهم الوظيفية ونتائجهم بمدخلات ونتائج الآخرين ثم يستجيبون للقضاء على أي أوجه عدم مساواة متصورة، مقارنات المراجع:

### المدخلات والنتائج

#### مدخلات
المداخل يُعرف بأنها المساهمات التي يُقدمها كل شخص في التبادل العلاقاتي وتُعتبر حقوقًا تؤهلهم للمكافآت أو التكاليف. المداخل التي يساهم بها المشارك في العلاقة يمكن أن تكون إما أصولًا تؤهلهم للمكافآت، أو التزامات تؤهلهم للتكاليف. التأهيل للمكافآت أو التكاليف المنسوبة إلى كل مدخل يتغير باختلاف السياق العلاقاتي. في البيئات الصناعية، تُعتبر الأصول مثل رأس المال والعمل اليدوي "مداخل ذات صلة" مداخل تؤهل بشكل شرعي المساهم للحصول على مكافآت. في البيئات الاجتماعية، تُعتبر الأصول مثل الجمال الجسدي واللطف عمومًا أصولًا تؤهل صاحبها للحصول على مكافآت اجتماعية. الصفات الفردية مثل الخشونة والقسوة تُعتبر التزامات تؤهل صاحبها للتكاليف. المداخل تشمل عادة أيًا من العناصر التالية:
- وقت
- تعليم
- الخبرة
- جهود
- ولاء
- العمل الشاق
- التزام
- قدرة
- القدرة على التكيف
- مرونة
- تسامح
- تحديد
- حماسة
- التضحية الشخصية
- الثقة في المشرفين
- دعم زملاء العمل والزملاء
- مهارة

#### نتائج
يُعرف المخرجات بأنها العواقب الإيجابية والسلبية التي يدركها الفرد بوصفه مشاركًا ناتجة عن علاقته مع شخص آخر. عندما تكون نسبة المداخل إلى المخرجات قريبة، يجب أن يكون لدى الموظف الكثير من الرضا عن عمله. يمكن أن تكون المخرجات ملموسة وغير ملموسة. تشمل المخرجات النموذجية أيًا من العناصر التالية:
- الأمان الوظيفي
- راتب
- استحقاقات الموظفين
- مصاريف
- تعرُّف
- سمعة
- مسؤولية
- الشعور بالإنجاز
- ثناء
- شكر
- محفزات

##### افتراضات
تتألف نظرية المساواة من أربعة افتراضات:
- الذات الداخلية: الأفراد يسعون لتحقيق أقصى نتائج لهم (حيث تعرف النتائج على أنها المكافآت ناقصة التكاليف).
- الذات الخارجية: يمكن للمجموعات تحقيق أقصى مكافآت جماعية من خلال تطوير أنظمة مقبولة لتوزيع المكافآت والتكاليف بشكل عادل بين الأعضاء. ستتطور أنظمة المساواة داخل المجموعات، وسيحاول الأعضاء إقناع أعضاء آخرين بقبول هذه الأنظمة والالتزام بها. الطريقة الوحيدة التي يمكن للمجموعات من خلالها إجبار الأعضاء على التصرف بشكل عادل هي جعل التصرف بشكل عادل أكثر ربحية من التصرف بشكل غير عادل. وبالتالي، ستكافأ المجموعات عمومًا الأعضاء الذين يتعاملون بشكل عادل وتعاقب (زيادة التكلفة لهم) الأعضاء الذين يتعاملون بشكل غير عادل.
- الآخرين الداخلية: عندما يجد الأفراد أنفسهم يشاركون في علاقات غير عادلة، يصابون بالضيق. كلما كانت العلاقة غير عادلة، زاد الضيق الذي يشعرون به. وفقًا لنظرية المساواة، يشعر كل من الشخص الذي يحصل على "كثير جدًا" والشخص الذي يحصل على "قليل جدًا" بالضيق. يمكن أن يشعر الشخص الذي يحصل على الكثير بالذنب أو الخجل. بينما قد يشعر الشخص الذي يحصل على القليل بالغضب أو التحقير.
- الآخرين الخارجية:الأفراد الذين يدركون أنهم في علاقة غير عادلة يحاولون التخلص من ضيقهم عن طريق استعادة المساواة. كلما زادت العدم المساواة، زاد الأفراد الضيق الذي يشعرون به وزادوا في محاولة استعادة المساواة.

## تطبيقات عملية
تم تطبيق نظرية المساواة على نطاق واسع في إعدادات الأعمال من قبل علماء النفس الصناعيين لوصف العلاقة بين دافع الموظف وتصوره للعلاقة العادلة أو غير العادلة. في إعداد الأعمال، تكون العلاقة الثنائية ذات الصلة هي تلك بين الموظف وصاحب العمل. مثلما هو الحال في الزواج وغيرها من العلاقات الثنائية العقدية، تفترض نظرية المساواة أن الموظفين يسعون للحفاظ على نسبة مساواة بين المداخل التي يقدمونها في العلاقة والنتائج التي يحصلون عليها منها. ومع ذلك، تقدم نظرية المساواة في الأعمال مفهوم المقارنة الاجتماعية، حيث يقوم الموظفون بتقييم نسب المداخل/النتائج الخاصة بهم استنادًا إلى مقارنتهم مع نسب مداخل/نتائج الموظفين الآخرين. المداخل في هذا السياق تشمل وقت الموظف، وخبرته، ومؤهلاته، وخبرته، والصفات الشخصية غير الملموسة مثل الدافع والطموح، والمهارات الشخصية. أما المخرجات، فتشمل التعويضات المالية، والامتيازات ("المزايا")، والفوائد، وترتيبات العمل المرنة التي تؤثر في دافع وأداء ورضا العمال. الموظفون الذين يدركون العدم المساواة سيسعون لتقليله، سواء عن طريق تحريف المداخل و المخرجات في عقولهم ("التحريف الإدراكي")، أو تغيير المداخل و المخرجات مباشرة، أو مغادرة المنظمة. سيقوم العمال بتغيير جودة عملهم بناءً على تعويضهم المتصور. هذه التصورات حول العدم المساواة هي تصورات للعدالة التنظيمية، أو بشكل أكثر تحديدًا، الظلم. وعلى نحو ثانٍ، يترتب على النظرية تأثيرات واسعة النطاق على روح الموظف، والكفاءة، والإنتاجية، ومعدلات التحول.
تم تطبيق نظرية المساواة أيضًا على العلاقات الحميمة. يتناول العلماء فكرة أن العلاقات الحميمة تظهر أيضًا نظرية المساواة في التصرف لأن الشركاء يقيمون عدالة مداخلهم ومخرجاتهم. وفقًا للعلماء، قد تشرح نظرية المساواة كيف يختار الأفراد شريك حياتهم ووظيفة العلاقة بينهم. تم تطبيق هذا المفهوم على العلاقات المستغلة، والعلاقات المتبادلة، والعلاقات الإيثارية. وعلاوة على ذلك، يقول العلماء إن نظرية المساواة تشرح أن عدم المساواة في العلاقة يمكن أن تؤدي إلى مشاعر الضيق والاكتئاب.

#### افتراضات نظرية الأسهم المطبقة على الأعمال التجارية
يمكن تلخيص الافتراضات الرئيسية الثلاث المطبقة على معظم التطبيقات التجارية لنظرية المساواة كما يلي:
1. يتوقع الموظفون عائدًا عادلاً مقابل ما يسهمون به في وظائفهم، وهو مفهوم يُشار إليه باسم "قاعدة المساواة".
2. يقوم الموظفون بتحديد ما يجب أن يكون عائدًا عادلاً بعد مقارنة مداخلهم ونتائجهم مع تلك المداخل والنتائج لزملائهم. يُشار إلى هذا المفهوم باسم "المقارنة الاجتماعية".
3. الموظفون الذين يدركون أنفسهم في وضع غير مساو لن يترددوا في السعي إلى تقليل هذا العدم المساوي، سواء عن طريق تحريف المداخل أو النتائج في عقولهم ("التحريف الإدراكي")، أو بتغيير المداخل والمخرجات مباشرة، أو بمغادرة المنظمة.[14]

#### الآثار المترتبة على المديرين
تحمل نظرية المساواة عدة تداولات لإدارة الأعمال:
- يقوم الأفراد بقياس إجمالي مداخلهم ونتائجهم. وهذا يعني أن أمًا تعمل قد تقبل تعويضًا ماليًا أقل مقابل ساعات عمل أكثر مرونة.
- يُسند قيم شخصية للمداخل والنتائج لدى موظفين مختلفين. وبالتالي، قد تكون لدى موظفينين ذوي خبرة وتأهيل متساويين يقومون بنفس العمل بنفس الأجر تصورات مختلفة تمامًا حول عدالة الصفقة.
- يمكن للموظفين التكيف مع قوة الشراء وظروف السوق المحلية. وبالتالي، قد يقبل معلم من ألبرتا تعويضًا أقل من زميله في تورونتو إذا كان تكلفة معيشته مختلفة، في حين قد يقبل معلم في قرية أفريقية نائية هيكل أجور مختلف تمامًا.
- على الرغم من أنه قد يكون من المقبول أن يتلقى الموظفون ذوو الخبرة الأكبر تعويضات أعلى، إلا أن هناك حدودًا لتوازن ميزان المساواة وقد يجد الموظفون أن تعويض التنفيذيين الزائد يقلل من دافعهم.
- قد تكون تصورات الموظفين حول مداخلهم ونتائجهم وحتى حول زملائهم غير صحيحة، ويجب إدارة هذه التصورات بفعالية.
- الموظف الذي يعتقد أنه مُفرط في تعويضه قد يزيد من جهده. ومع ذلك، قد يعدل أيضًا القيم التي يُسندها إلى مداخله الشخصية، وقد يكون أن يتمتع بشعور داخلي بالتفوق ويقلل في الواقع من جهوده.

## الانتقادات والنظريات ذات الصلة
تم توجيه انتقادات نحو كل من الافتراضات والتطبيق العملي لنظرية المساواة من قبل الكثيرين، مثل ليفينثال، الذي يؤكد أن نظرية المساواة هي ذات بُعد واحد جدًا، وتتجاهل الإجراءات، وتقدر بشكل زائد مدى أهمية مفهوم العدالة في التفاعلات الاجتماعية. قد وُجهت تساؤلات من قِبَل العلماء حول بساطة النموذج، مُجادلين بأن عدة متغيرات ديموغرافية ونفسية تؤثر في تصورات الأفراد للعدالة وتفاعلاتهم مع الآخرين. وعلاوة على ذلك، تمت معظم الأبحاث التي تدعم الافتراضات الأساسية لنظرية المساواة في إعدادات المختبر، وبالتالي فإن تطبيقها في الحياة الواقعية قد يكون محل شك. انتقد البعض أيضاً أن الناس قد يرون المساواة / عدم المساواة ليس فقط من حيث المداخل والنواتج الخاصة بالعلاقة، ولكن أيضاً من حيث النظام العام الذي يحدد تلك المداخل والنواتج. وبالتالي، يمكن لشخص في إعداد الأعمال أن يشعر بأن تعويضه يعتبر عادلاً بالمقارنة مع موظفين آخرين، ولكنه قد يرى نظام التعويض بأكمله كغير عادل.
قدم الباحثون العديد من وجهات النظر المكبرة والمتنافسة:

#### بناء حساسية الإنصاف
يقترح بناء حساسية الإنصاف أن الأفراد لديهم تفضيلات مختلفة للمساواة وبالتالي يتفاعلون بطرق مختلفة مع الإنصاف المتصور وعدم المساواة. يمكن التعبير عن التفضيلات على سلسلة متصلة من التفضيلات لفائدة منخفضة للغاية إلى تفضيلات للإفراط في المنفعة. وفيما يلي ثلاث فئات نموذجية:
- الأفراد الخيرون، أولئك الذين يفضلون أن تكون نسب المدخلات/النتائج الخاصة بهم أقل من نسب شريكهم العلائقي. بعبارة أخرى، يفضل المحسن أن يكون أقل فائدة.
- حساسيات الإنصاف، أولئك الذين يفضلون أن تكون نسب المدخلات/النتائج الخاصة بهم مساوية لتلك الخاصة بشريكهم العلائقي.
- الأفراد المؤهلون، أولئك الذين يفضلون نسب المدخلات/النتائج الخاصة بهم على تجاوز نسب شريكهم العلائقي. وبعبارة أخرى، يفضل المستحقون أن يفرطوا في الاستفادة.

##### نموذج الإنصاف
يقترح نموذج الإنصاف مقياسًا بديلاً للإنصاف/عدم المساواة للشريك العلائقي أو «شخص المقارنة» لنظرية الإنصاف القياسية. وفقًا لنموذج الإنصاف، يحكم الفرد بشكل عام «عدالة» العلاقة بمقارنة مدخلاتها ونتائجها بمعيار مشتق داخليًا. يسمح نموذج الإنصاف بإدماج الإنصاف/عدم المساواة المتصور للنظام الشامل في تقييمات الأفراد لعلاقاتهم.

##### نظرية الألعاب
بدأ الاقتصاد السلوكي مؤخرًا في تطبيق نظرية الألعاب على دراسة نظرية الإنصاف. على سبيل المثال، قام جيل وستون في عام 2010 بتحليل كيفية تأثير اعتبارات الإنصاف على السلوك في البيئات الاستراتيجية التي يتنافس فيها الناس ويطورون الآثار المترتبة على عقود العمل المثلى.

## أدبيات
- Adams، J. S. (1963). "Toward an understanding of inequity". Journal of Abnormal and Social Psychology. ج. 67 ع. 5: 422–436. DOI:10.1037/h0040968. PMID:14081885.
- Gill، D.؛ Stone، R. (2010). "Fairness and desert in tournaments". Games and Economic Behavior. ج. 69 ع. 2: 346–364. DOI:10.1016/j.geb.2010.01.002.
- Guerrero, Laura K.; Andersen, Peter A.; Afifi, Walid A. (2010). Close Encounters: Communication in Relationships (بالإنجليزية). SAGE Publications. ISBN:978-1-4129-7737-1. Archived from the original on 2023-07-19.
- Huseman، R.C.؛ Hatfield، J.D.؛ Miles، E.W. (1987). "A New Perspective on Equity Theory: The Equity Sensitivity Construct". The Academy of Management Review. ج. 12 ع. 2: 222–234. DOI:10.2307/258531. JSTOR:258531.
- Messick, D. & Cook, K. (1983). Equity theory: psychological and sociological perspectives. Praeger.
- Sankey, C.D., (1999). Assessing the employment exchanges of Business Educators in Arizona. Unpublished doctoral dissertation, Arizona State University.
- Spector، P.E. (2008). Industrial and Organizational Behavior (ط. 5th). Hoboken, NJ: Wiley.
- Traupmann, J. (1978). A longitudinal study of equity in intimate relationships. Unpublished doctoral dissertation, University of Wisconsin.
- Walster, E., Walster G.W. & Bershcheid, E. (1978). Equity: Theory and Research. Allyn and Bacon, Inc.
- Walster، E.؛ Traupmann، J.؛ Walster، G.W. (1978). "Equity and Extramarital Sexuality". Archives of Sexual Behavior. ج. 7 ع. 2: 127–142. DOI:10.1007/BF01542062. PMID:666565. S2CID:25148016.